# علي باشا إبراهيم
علي إبراهيم عطا (1880-1947) هو طبيب مصري، أوائل الجراحين المصريين، وأول عميد مصري لكلية طب قصر العيني، ووزير الصحة في الفترة من 28 يونيو 1940 إلى 30 يوليو 1941. وكان عضواً بمجمع اللغة العربية. في يناير 1930 ألف الجمعية الطبية المصرية عقب اجتماع دعا إلى عقده وزملاؤه الذين أصدروا المجلة الطبية المصرية.
في سبتمبر 1941 (بعد خروجه من الوزارة مباشرة) عين مديراً لجامعة فؤاد الأول. أسس نقابة أطباء مصر عام 1940، وكان أول نقيب لأطباء مصر. وأسس مستشفى الجمعية الخيرية بالعجوزة.

## نشأته
ولد علي إبراهيم في الإسكندرية في 10 أكتوبر 1880، وكان والده إبراهيم عطا فلاحا من إحدى قرى مدينة مطوبس بمحافظة كفر الشيخ، وأمه هي السيدة مبروكة خفاجي، وكانت أيضاً فلاحة من مطوبس.

## الانتقال للقاهرة
انتقل إلى القاهرة حيث تولته أسرة السمالوطي ـ وهي من الأسر الكبيرة ـ بالرعاية، فالتحق بالقسم الداخلي في المدرسة الخديوية بدرب الجماميز ليستكمل دراسته، ثم التحق بمدرسة طب قصر العيني عام 1897 وتخرج فيها عام 1901.
كانت الخطوة الكبرى في مسيرة علي إبراهيم الطبية هي نجاحه في علاج السلطان حسين كامل من مرض عضال بإجراء عملية جراحية ناجحة له، أنعم السلطان عليه بعدها بلقب جراح استشاري الحضرة العلية السلطانية.

## مناصبه الإدارية والسياسية
انتخب لعضوية مجلس النواب، واختير عميدا لكلية الطب عام 1929 ليكون أول عميد مصري لكلية طب قصر العيني وقد فتح علي باشا إبراهيم الباب أمام الفتيات المصريات لدراسة الطب. وفي يناير 1930 ألف الجمعية الطبية المصرية عقب اجتماع دعا إلى عقده وزملاؤه الذين أصدروا المجلة الطبية المصرية.
في 28 يونيو 1940 عيّن علي باشا إبراهيم وزيرا للصحة في وزارة حسن صبري باشا، وفي سبتمبر 1941 (بعد خروجه من الوزارة مباشرة) عين مديراً لجامعة فؤاد الأول.
أسس علي باشا إبراهيم نقابة أطباء مصر عام 1940، وكان أول نقيب لأطباء مصر. وأسس مستشفى الجمعية الخيرية بالعجوزة.

## حياته

### نشأته
ولد الدكتور علي إبراهيم في 10 أكتوبر 1880 في مدينة الإسكندرية وكان والده إبراهيم عطا رجلا عصاميا شهما يتمتع بقسط وافر من علو النفس وقوة البنية حتى بعد أن تجاوز الثمانين من عمره. وتلقى تعليمه الابتدائي في مدرسة رأس التين الأميرية حيث حصل على الشهادة الابتدائية سنة (1892) وكان ترتيبه الأول.

### الانتقال للقاهرة
وانتقل علي إبراهيم إلى القاهرة لاستكمال تعليمه بعد أن أغلقت مدرسة رأس التين الثانوية أبوابها، وهناك التحق بالقسم الداخلي من المدرسة الخديوية بالقاهرة وظل طيلة سنوات الدراسة الثانوية الخمس مجدّاً في دراسته إلى أبعد الحدود عاملا على الاستزادة من حقائق العلوم والتغلغل في أسرارها وقد راقته فروع العلوم الرياضية ولاقت في نفسه قبولاً واستحسانا وكان شغفه للمزيد من البحث والدراسة يجعله يستعير كتب مدرسة الطب التي تتحدث في بعض هذه العلوم بشيء من التفصيل مما أتاح له فرصة أن يكون قاعدة أساسية في كل من هذه العلوم، وحصل على المركز الثاني في البكالوريا سنة 1897.

### الإلتحاق بمدرسة الطب وتفاعله مع الأساتذة
التحق علي إبراهيم بمدرسة الطب فأصبح طالبا من الإثني عشر الذين ضمتهم دفعته، ومن الستة والعشرين الذين تقوم عليهم مدرسة الطب بسنواتها الست سنة 1897. وكان عميد الكلية في ذلك الوقت الدكتور إبراهيم حسن. وعلى الرغم من أن مدرسة الطب كانت في ذلك الوقت تعاني الكثير من التدهور فإن الطالب علي إبراهيم استغل قلة عدد الطلاب، وما ترتب على ذلك من جو مشجع على الدراسة والمناقشة والبحث ومراجعة الأساتذة والمعامل. واستطاع أن يحصل العلم خير تحصيل. وهكذا كان علي إبراهيم الطالب في جده واجتهاده. وظل طيلة الفترة التي قضاها في معاهد الدرس شخصية مرموقة بين الطلاب بعلمه وعمله وخلقه. ولم يكن في حاجة إلى بذل كل هذا الجهد للاحتفاظ بالأولوية ولكنه كان يجتهد إلى الحد الذي جعله في مصاف الأساتذة وهو طالب.
وفي مدرسة الطب تعرف علي إبراهيم على العلامة المصري الكبير الدكتور عثمان غالب (وهو أول من كشف عن دورة حياة دودة القطن كما أن له بحوثا عالمية في علوم البيولوجيا). حيث تعلق به وصار يلازمه بعد انتهاء وقت الدراسة فيصحبه إلى بيته. ويقضي معه الساعات الطوال يتكشف دقائق أبحاثه وجلائل دراساته. كما تتلمذ علي إبراهيم على يد الدكتور محمد باشا الدري شيخ الجراحين في الجيل السابق لعلي إبراهيم. كما أخذ عن الدكتور محمد علوي باشا. وهو أول الباحثين في أمراض العيون المتوطنة وسيد الاكلينيكي فيها وصاحب الفضل على الجامعة المصرية القديمة.
وفي السنة النهائية من كلية الطب عين علي إبراهيم مساعدًا للعالم الإنجليزي الدكتور سيمرس. وهو أستاذ الأمراض والميكروبات. وتقرر له راتب شهري عن وظيفته هذه مما أكسبه خبرة وتدريبا قل أن يتوافر لطالب. وبذا تكونت له في مرحلة مبكرة شخصية العالم الباحث المحقق.
وكانت سنوات الدراسة في مدرسة الطب حين التحق بها علي إبراهيم ست سنوات. ولكن الحكومة رأت أن تختصرها إلى أربع فقط. وطبق هذا القرار في سنة تخرج علي إبراهيم حيث كان أول دفعته عام 1901.

### حياته المهنية والأكاديمية بعد التخرج
وقضى الدكتور علي إبراهيم العام الأول بعد تخرجه في مساعدة أستاذه الدكتور سيمرس في أبحاثه العلمية. مما جعله مستوعبًا لعلمي الأمراض والميكروبات. وملمًا بأدق تفاصيلها وأحدث الاكتشافات فيهما، حيث ساعده ذلك كثيرا فيما بعد.

### قصته مع وباء كوليرا موشا
وفي عام (1902) انتشر وباء غريب في قرية موشا بالقرب من أسيوط. وحارت مصلحة الصحة في أمر هذا الوباء. وانتدبت الدكتور علي إبراهيم للبحث عن سببه. وهنا ظهرت الفوائد العملية الحقيقية لدراسات علي إبراهيم المتعمقة. إذ لم يلبث صاحبنا فترة قصيرة إلا وتوصل إلى حقيقة الداء. وقرر أن الوباء هو الكوليرا الأسيوية. واستطاع أن يدرك أن مصدر هذا الوباء هو الحجاج الذين حملوا معهم ميكروبه عند العودة من الحج. وبعث علي إبراهيم بقيء المرضى إلى مصلحة الصحة لتحليله. فردوا عليه بأن القيء خال من ميكروب الكوليرا. فلم يكن منه إلا أن أرسل إليهم مرة ثانية ليعيدوا تحليله. وكان قرار الطبيب الشاب موضع مناقشات طويلة، إنتهت برجوح كفة صاحبنا. واستجيب لمقترحاته في اتخاذ الاحتياطات اللازمة للمرض قبل انتشاره بالصورة الوبائية.

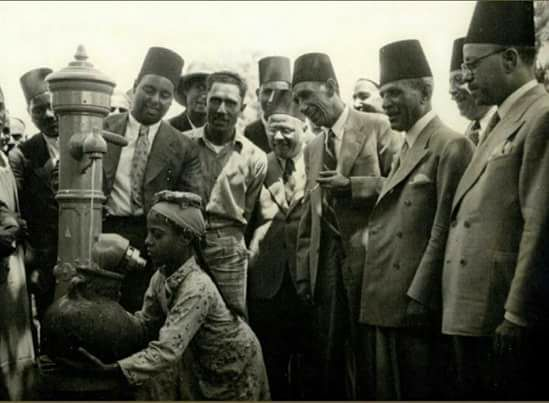
الدكتور علي باشا إبراهيم خلال إفتتاح أحد محطات مياه الشرب بالفيوم

### أواخر حياته
وفي أوائل سنة (1946) ابتدأت صحة علي باشا إبراهيم في الاعتلال. فكان كثيرا مايلزم بيته ويعتكف عن عمله. وكان يحس إحساسا شديدا بدنو أجله. فلما كان يوم الثلاثاء 28 يناير 1947، تناول غذاء خفيفا. ثم ذهب في النوم حتى إذا كانت الساعة الخامسة أفاق من نومه وهنا صعدت روحه إلى بارئها. وفي اليوم الثاني خرجت جموع الشعب فأدت صلاة الجنازة على فقيدها العظيم خلف الأمام الأكبر الشيخ مصطفى عبد الرازق.

## فيلا الدكتور علي إبراهيم
أحد معالم شارع خليل أغا بجارن سيتي. بناها المعماري أوسكار هورويتز. ثم اشتراها من الورثة تاجر سوري ثم اشتراها كويتي.

## أثره الثقافي
قام بإهداء جزء من مجموعة تحفه الخاصة لمتحف آثار كلية أداب جامعة القاهرة. وبعد وفاته أهدت زوجته مجموعة أخرى لدار الآثار المصرية (متحف الفن الإسلامي حالياً).